# Prasinocyma reversa
Prasinocyma reversa là một loài bướm đêm trong họ Geometridae.